# Jamaat Ansar al-Sunna
Jamaat Ansar al-Sunnah (em árabe:  جماعة أنصار السنه Jama'at 'Anṣār as-Sunnah, "Assembleia dos Ajudantes da Sunnah"), também conhecido como Jaish Ansar al-Sunna, foi um grupo insurgente sunita iraquiano que lutou contra as tropas estadunidenses e seus aliados locais durante a Guerra do Iraque. O grupo era baseado principalmente no norte e centro do Iraque e incluía principalmente combatentes iraquianos (tanto árabes sunitas quanto curdos sunitas). Em 2007, se dividiu em dois grupos; um começou a operar sob o nome de Ansar al-Islam, e o segundo grupo se autodenominou Comitê de Shariah Ansar al-Sunnah, antes de mudar seu nome para Ansar al-Ahlu Sunnah em 2011.
O grupo é uma Organização Proscrita no Reino Unido sob o Terrorism Act 2000 desde 14 de outubro de 2005. 